# Візбор Юрій Йосипович
Юрій Йосипович Ві́збор (рос. Юрий Иосифович Визбор, 20 червня 1934, Москва — 17 вересня 1984, Москва) — радянський кіноактор, журналіст, письменник, сценарист, поет, бард, один із засновників жанру авторської пісні, а також жанру пісні-репортажу, автор понад 300 пісень.

## Життєпис
Юрій Візбор народився 20 червня 1934 року в родині колишнього моряка, командира Червоної Армії, литовця Юзефа Візбораса і лікаря, українки з Краснодара Марії Шевченко в Москві.

З 1941 по 1951 рік навчався в 659-й середній школі міста Москви.

У 1951 році вступає до інституту і пише свою першу пісню «Мадагаскар» (Чуйно гори сплять …)

У 1955 році закінчив факультет російської мови та літератури Московського державного педагогічного інституту ім. В. І. Леніна, в якому з ним разом вчилися Ада Якушева, Юлій Кім, Юрій Ряшенцев, письменник Юрій Коваль, режисер Петро Фоменко.
Працював учителем середньої школи на станції Кізема Печорської залізниці (Архангельська область), там же служив в армії, де став чемпіоном військового округу по радіозв'язку і закінчив радистом 1 класу.
У 1958 році бере в дружини Аріадну (Аду) Адамівну Якушеву і у них народжується дочка Тетяна.
Працюючи в системі Державного комітету з радіомовлення і телебачення стає одним з ініціаторів створення звукової газети «Говорить Комсомолія».
У 1964 році в 1-му номері журналу «Кругозір» публікує свою першу пісню-репортаж «На плато Расвумчорр».
Працює кореспондентом радіостанції «Юність», журналу «Кругозір»; сценаристом на студії документальних фільмів.
Журналіст, кіноактор, поет і прозаїк, драматург. Член Спілок журналістів та кінематографістів СРСР. Один із зачинателів жанру студентської та туристської пісні.
Займався альпінізмом, брав участь в експедиціях на Кавказ, Памір і Тянь-Шань, був інструктором з гірськолижного спорту.
В березні 1984 Візбор пише свою останню пісню («Цейское»). З квітня тяжко хворий (рак печінки). 17 вересня 1984 Візбор помер у Москві. Похований на Новокунцевському кладовищі в Москві.
27 березня 2006 року в горі Чегет (Кабардино-Балкарська Республіка) під час проведення VII Фестивалю гірськолижної авторської пісні «Приельбрусся — 2006» було встановлено меморіальну дошку одному з основоположників жанру авторської пісні, відомому барду, акторові, драматургу, журналісту Юрію Йосиповичу Візбору. У фестивалі брали участь К.Тарасов, Н.Кучер, Т.Дригіна, М.Калінкін, дует «Зелена лампа» (В.Шадрін і Д.Обухов), В.Городзейскій, Євген Бірінцев, Валерій Міхлюков, Володимир Хальчевскій, Олександр Федоровський і багато інших.
На честь Юрія Візбора названі гірські вершини Пік барда Візбора (Алтай) і Пік Візбора (Паміро-Алай). На Памірі і в Забайкаллі існують перевали Візбора, по Ікшінському водосховищу ходить буксир «Юрій Візбор».
За 33 роки творчого життя він написав понад 300 пісень і більш як п'ятдесят пісень на його вірші поклали на музику інші композитори.
Вийшли платівки, касети, книги віршів і прози (в 1966 році — «Нуль емоцій», в 1986 році — «Я серце залишив у синіх горах», в 1988 році — «Сад вершин», в 1995 році — "Я вірю в семиструнну гітару «і» … і ллє на пустелі мої доброта … ", в 1999 році — двотомник віршів, пісень та прози), компакт-диски.

## Візбор-сценарист, фільми за його сценаріями
- Вище неба, 1961
- Мурманськ-198, 1979
- Рік дракона, 1982
- Капітан Фракасс, 1985
- Стрибок, 1986

## Візбор-актор
| Рік  |   | Українська назва                          | Оригінальна назва                      | Роль                         |
| ---- | - | ----------------------------------------- | -------------------------------------- | ---------------------------- |
| 1967 | ф | Липневий дощ                              | Июльский дождь                         | Алік                         |
| 1969 | ф | Рудольфіо                                 | Рудольф                                | приятель Іо                  |
| 1969 | ф | Мій батько — капітан                      | Мой папа — капитан                     | пасажир-супутник             |
| 1969 | ф | Червоний намет                            | Красная палатка                        | професор Бегоунек            |
| 1970 | ф | Початок                                   | Начало                                 | Степан Іванович              |
| 1970 | ф | Білоруський вокзал                        | Белорусский вокзал                     | головний інженер Балашов     |
| 1970 | ф | Переступи поріг                           | Переступи порог                        | Віктор Васильович            |
| 1971 | ф | Ти і я                                    | Ты и я                                 | Саша                         |
| 1973 | ф | Сімнадцять миттєвостей весни (телесеріал) | Семнадцать мгновений весны (телефильм) | Мартін Борман                |
| 1973 | ф | Щоденник директора школи                  | Дневник директора школы                | Смірнов                      |
| 1975 | ф | Вдала мить                                |                                        | тренер Юрасов Павло Петрович |
| 1982 | ф | Ніжність до ревучого звіра                |                                        | журналіст Одинцов            |